# Primeira apologia de Justino Mártir
Predefinição:Infobox religious text A Primeira Apologia foi um trabalho inicial de apologética cristã dirigido por Justino Mártir ao imperador romano Antonino Pio. Além de argumentar contra a perseguição de indivíduos apenas por ser cristão, Justino também fornece ao imperador uma defesa da filosofia do Cristianismo e uma explicação detalhada das práticas e rituais cristãos contemporâneos. Este trabalho, juntamente com o Segunda Apologia, foi citado como um dos primeiros exemplos de apologia cristã, e muitos estudiosos atribuem esse trabalho à criação de um novo gênero de apologia a partir do que era um procedimento administrativo romano típico.

## A vida e o passado de Justino Mártir
Justino Mártir nasceu em Flavia Neapolis (moderna Nablus ), uma cidade de língua grega na Judéia dentro do Império Romano. No Diálogo com Trifo, Justino explica como chegou ao cristianismo depois de passar anteriormente pelas escolas do estoicismo, peripateticismo e pitagorismo. Depois de se interessar pelo platonismo, Justino acabou se convertendo ao cristianismo após um encontro com um velho, que Justino descreve no Diálogo como "um amor pelos profetas e por aquelas pessoas que são amigos de Cristo [que] me possuíram". Equacionar o cristianismo com a filosofia é importante para Justino, pois explica a importância das Apologias na defesa do cristianismo em termos filosóficos.
A primeira apologia é datada entre 155-157, com base na referência a Lucius Munatius Felix como um recente prefeito do Egito. O teólogo Robert Grant afirmou que esta Apologia foi feita em resposta ao Martírio de Policarpo, que ocorreu na mesma época em que a Apologia foi escrita. Essa correlação explicaria por que a Apologia se concentrava fortemente na punição pelo fogo; uma referência à queima de Policarpo na fogueira. Também se acredita geralmente que a Segunda Desculpa fazia originalmente parte da Primeira Desculpa maior, embora haja incerteza entre os estudiosos sobre este ponto.

## Temas do primeiro pedido de desculpas

### Respondendo a críticas aos cristãos
Nos primeiros capítulos da Primeira Apologia, Justino discute as principais críticas dos cristãos contemporâneos; a saber, ateísmo, imoralidade e deslealdade ao Império. Ele primeiro argumenta que "o nome" do Cristianismo por si só não é razão suficiente para punir ou perseguir, e ele exorta o Império a apenas punir as ações más, escrevendo: "Pois de um nome nem a aprovação nem a punição poderiam vir justamente, a menos que algo de excelente ou mau em ação possa ser demonstrado sobre o mesmo.” Ele então passa a abordar as acusações mais diretamente, nas quais ele argumenta que eles são "ateus" em relação aos deuses romanos, mas não ao "Deus mais verdadeiro".  Ele reconhece que alguns cristãos cometeram atos imorais, mas exorta as autoridades a punir esses indivíduos como malfeitores em vez de cristãos. Com essa afirmação, Justino demonstra seu desejo de separar o nome cristão dos atos perversos praticados por certos indivíduos, lamentando como os criminosos mancham o nome do cristianismo e não são verdadeiros “cristãos”. Finalmente, ele aborda a alegada deslealdade ao Império, discutindo como os cristãos procuram ser membros de outro reino, mas este reino é "daquele com Deus" em vez de um "humano".

### Jesus Cristo como o Logos
Justino vai longe na Primeira Apologia para defender o Cristianismo como uma filosofia racional. Ele observa como o cristianismo pode fornecer ensino moral para seus seguidores, e quantos dos ensinamentos cristãos são paralelos a histórias semelhantes na mitologia pagã, tornando irracional que os pagãos contemporâneos persigam os cristãos.
Um dos temas mais importantes de Justino envolve sua descrição do logos, um conceito filosófico de ordem da razão e do conhecimento. Ao longo da Primeira Apologia, Justino argumenta que Jesus Cristo é a encarnação do Logos, o que o leva à prova de que qualquer indivíduo que falou com razão, mesmo aqueles que viveram antes de Cristo, se conectou com o logos na forma de Cristo, e é, portanto, de fato, um cristão.
Este tema é fundamental para a compreensão da defesa do cristianismo por Justino e foi uma declaração inovadora na escrita apologética cristã. O uso do termo "logos" indica que Justino provavelmente se baseou em ensinamentos filosóficos anteriores, mas Justino argumenta que esses ensinamentos representam apenas uma verdade parcial porque possuem e estão conectados com apenas parte do logos geral. Para Justino, o cristianismo representa a verdade plena (logos), o que significa que o cristianismo não é apenas uma filosofia significativa, mas também completa e corrige o pensamento anterior para atingir o mais alto nível de conhecimento e razão.

### Práticas da Igreja Primitiva
A Primeira Apologia fornece um dos relatos mais detalhados da prática cristã contemporânea. Aqueles que são batizados são “levados por nós onde há água”, onde eles “nascem de novo da mesma maneira que nós mesmos nascemos de novo”. Após a discussão sobre o batismo, Justino descreve a prática da Eucaristia, por meio de seus ensinamentos de transubstanciação, “fomos ensinados que o alimento sobre o qual se dá graças se dá por uma palavra de oração que vem d'Ele, da qual nosso sangue e carne são alimentados pela transformação, é a carne e o sangue de Jesus que se encarnou”. Finalmente, ele fornece informações sobre as reuniões semanais de domingo da congregação, consistindo em leituras dos profetas judeus e "as memórias dos apóstolos", orações e uma refeição.

## Significado histórico e literário
Tem havido um debate acadêmico significativo sobre até que ponto as desculpas de Justino diferem do discurso apologético anterior e futuro. Paul Parvis, um proeminente estudioso de Justino da Universidade de Edimburgo, observou que a Primeira Apologia é diferente de qualquer apologia que a precedeu. Ela se apresenta como uma petição legal, um gênero administrativo romano padrão que busca mudar um precedente legal (neste caso, pedir aos cristãos que sejam acusados com base em más ações, em vez de serem cristãos em si). Mas, ao incluir as descrições da prática e crença cristã, Parvis argumenta que “[o] que Justino fez foi sequestrar esse procedimento administrativo romano normal e transformá-lo em um veículo para articular e disseminar a mensagem do Evangelho”. Sara Parvis, também de Edimburgo, argumenta ainda que os estudiosos devem acabar com a concepção clássica da apologia cristã como um "grupo vago de escritos que oferecem algum tipo de defesa do cristianismo" e, em vez disso, pensar na categoria como uma que foi realmente inventada por Justino Mártir e depois refinado por autores posteriores como Tertuliano.
Os estudiosos também observam a importância da explicação da prática cristã na defesa da comunidade como um todo. Robert Grant observou que Justino não forneceu muitos detalhes sobre o raciocínio teológico por trás das práticas da Igreja primitiva. Em vez disso, ele argumenta que Justino teve como objetivo fornecer essa informação para “apresentar a verdadeira natureza da vida cristã” e refutar as afirmações caluniosas dos críticos pagãos.

## 2
1. 1 2 3  Parvis (2008). «Justin Martyr». The Expository Times. 120: 53–61. doi:10.1177/0014524608097821
2. ↑  Price, R.M. (1988). «'Hellenization' and Logos Doctrine in Justin Martyr». Vigiliae Christianae. 42: 18–23. JSTOR 1584467. doi:10.1163/157007288X00291
3. ↑  Droge, Arthur J. (1987). «Justin Martyr and the Restoration of Philosophy». Church History. 56: 303–19. JSTOR 3166060. doi:10.2307/3166060
4. ↑  Parvis, Sara; Foster, Paul (2007). Justin Martyr and his Worlds. Minneapolis: Fortress Press. pp. 115–28. ISBN 978-0-8006-6212-7